# 細菌理論否定論
細菌理論否定論 (英語：Germ theory denialism) 是一個偽科學的信念，該學說相信，細菌不會令人體感染疾病，細菌致病論是錯誤的。該理論認為，路易·巴士德的疾病感染理論是錯誤的。另一個過時的理論，稱為地形理論 (英語：Terrain theory) ，則認為身體內部環境的狀態決定細菌是否引起疾病，而不是細菌本身是疾病的主要原因。
值得留意的是，衛生假說或老朋友假說則是目前科學認可的科學假說，並非偽科學。